# Rafinha (football, 1982)
Pour les articles homonymes, voir Rafinha.
Rafael Scapini de Almeida, dit Rafinha, est un footballeur brésilien, né le 29 juin 1982. Il évolue actuellement à OLS comme défenseur.

## Biographie
Rafinha commence sa carrière dans le modeste club brésilien de Campinas. En 2005, il rejoint l'Europe et la Finlande en s'engageant avec le club de l'AC Oulu. Il signe en 2008 à Tampere United, puis en 2010 au HJK Helsinki. Il est deux fois champion de Finlande avec le club d'Helsinki.
En 2011, il quitte la Finlande et rejoint le club belge de La Gantoise, avec lequel il remporte le Championnat de Belgique en 2015.

## Palmarès
- HJK Helsinki :
  - Championnat de Finlande : Vainqueur 2010, 2011 et 2017.
- La Gantoise :
  - Championnat de Belgique : Vainqueur 2015 ;
  - Supercoupe de Belgique : Vainqueur 2015.